# Małgorzata Adamek
Małgorzata Adamek (właśc. Irena Adamek) – polska zakonnica, dominikanka, Sprawiedliwa wśród Narodów Świata.

## Życiorys
W trakcie II wojny światowej była mniszką w klasztorze Dominikanek w Kolonii Wileńskiej niedaleko Wilna. Wraz z innymi siostrami ze zgromadzenia, m.in. przeoryszą klasztoru, Bertrandą (Janiną Siestrzewitowską vel Anną Borkowską), pomogła w ukryciu kilkunastoosobowej grupy młodych Żydów. Wśród ukrywanych byli członkowie Ha-Szomer Ha-Cair, lokalnej grupy syjonistycznej, m.in.: Aba Kowner - przywódca organizacji, Arie Wilner, Chaja Grosman, Edek Boraks, Chuma Godot i Izrael Nagel - późniejsi działacze ruchu oporu getta wileńskiego i warszawskiego. Podczas pobytu w klasztorze zorganizowali oni za wiedzą sióstr ośrodek działalności żydowskiego podziemia. Zimą 1942 roku opuścili klasztor i powrócili do getta, aby tam zorganizować podziemną komórkę ruchu oporu. 
W 1943 roku Niemcy zamknęli klasztor, w którym posługiwała s. Małgorzata, a ona sama została zmuszona do opuszczenia jego murów.
29 marca 1984 r. otrzymała przyznany przez instytut Jad Waszem medal Sprawiedliwy wśród Narodów Świata.